# 후지와라노 마사루코

후지와라노 마사루코(藤原多子, 1140년-1202년)는 고노에 천황과 니조 천황의 황후이다. 두 명의 천황의 황후가 된 관계로 2대의 황후(二代の后)라고 불렸다. 아버지는 토쿠다이지 킨요시, 어머니는 후지와라노 코우시(豪子), 양부는 후지와라노 요리나가, 양모는 후지와라노 코우시이다. 2022년 현재, 최후의 태황태후이다.

## 생애

### 입궁 및 황후 책봉
1148년 도바 법황의 입궁 승낙을 받고 마사루코란 이름과 함께 종3위의 직위를 받았다. 1150년 11세의 나이로 원복을 마친 고노에 천황의 후궁이 되었다. 요리나가의 양부 후지와라노 다다미치는 양자 요리나가 대신 친아들 모토자네(基實)에게 섭관의 지위를 물려줄 생각으로 양녀 데이시를 입궁시켜 결국 마사루코는 황후, 데이시는 중궁이 되었으나, 다다미치와 요리나가의 불화는 회복불가능하게 되었다.

### 고노에 천황 붕어
1155년 고노에 천황이 붕어하자 마사루코는 은거에 들어갔다. 1158년 태황태후가 되었지만, 천황의 조모도 아닌 터라 이름뿐인 직위였다.

### 재입궁
1160년 21세의 마사루코는 다시 입궁하게 된다. 재입궁 시기가 헤이지의 난 직후라는 점에서 도바 천황과 고노에 천황 양측의 정통성을 니조 천황이 이어받았다는 것을 천명하기 위한 의도가 있었다는 설도 있다. 니조 천황의 깊은 총애를 받았으나 고노에 천황이 붕어했을 때 출가하지 않은 것을 한탄하였다고 한다. 니조 천황마저 23세의 젊은 나이로 붕어하자 출가하였고, 천황 2명의 명복을 빌다가 62세의 나이로 타계하였다.